# アキナケス

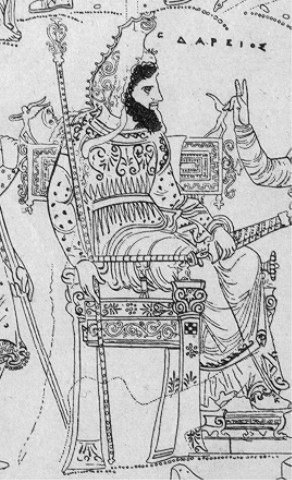
古代ペルシアのダレイオス1世。膝にアキナケスを持っている。

アキナケスまたはアキナケース (古代ギリシア語: ἀκινάκης　転写：akinakēs、古代ペルシア語ではアキナカ * akīnakah の説も) は、主に紀元前1千年の東部地中海地方で使われていたダガーナイフもしくはクシポスの一種で、特にメディア王国、スキタイ、ペルシア、古代ギリシアの人々に使われていた。 アキナケスの起源はスキタイだが、ペルシア人によって有名になり、またたくまに古代世界に広まった。その影響は、中国剣にも見ることができ、平安時代には日本にも伝わっていた（後述）。古代ローマ人は、この武器の起源がメディア王国にあると信じていた。

## 概略
アキナケスは通常、長さ 35–45 cm 、両刃である。普遍的な意匠はないが、つばが切れ込んでつかがボロック・ダガーのようになっていたり、つか頭が分かれていたり、触角のようになっていたりする。鞘は、他と同様アキケナスを特徴づける。通常は開口部の付近に大きくて装飾的な台を持ち、ベルトを利用して体の右側に吊るせるようになっている。
アキナケスは攻撃用の武器だったこと、また右側に着用されることから、アキナケスは、表を下にした刃をさっと抜き出して、突き攻撃で奇襲をかけることを目的にしたものと思われる。

## 識別
古代の文献には、「ペルシアの剣の一種」以上の記述は見受けられない。このため、ラテン語で歴史を記録する著者は、現代ペルシア人が使う武器の記述と同等視する傾向があった。そうして、中世ラテン語の文献ではシャムシールその他を指す言葉として使われ、学名にその意味を残している。
パウルス・ヘクトル・マイアーは、シャムシール同様にカーブした刀のデュサックをアキナケスと翻訳しさえした。
また同様に、イエズス会が日本について解説した著作では、日本刀がアキナケスと翻訳されている。
しかし、ペルシアのシャムシールは比較的新しい武器であり、古代には存在していない。アケメネス朝時代のペルシア人は、複数の種類の刀剣を使用している。古代ペルシア芸術では一般的に、王の衛兵と主要貴族が、凝ったダガーを斜めに身に着けている。一方ギリシア美術ではしばしば、ペルシアの兵士がコピス（古代ギリシアの曲がった短剣）を使用する様子が描かれている。したがって、アキナケスの型について理解するためには、なんらかの探索作業が必要となる。
ごく小さな証拠として、古代のギリシアやローマの文書は時折、アキナケスが恩顧の証として王から与えられることに言及していることが挙げられる。
これは、ダガーをいう傾向にある。
アキナケスを儀式で使用することに触れたものもある。
ペルシア王クセルクセス1世が神への供物としてアキナケスを海に捧げたと、ヘロドトスは『歴史』巻7,54に記述している。
「ヘレスポントスのむち打ち」として知られるエピソードに続く儀式的悔恨の場面である。
シカリ派が使用する武器について述べた非常に意義深い一節が、フラウィウス・ヨセフスの『ユダヤ古代史』20.186 にある。
なお、アキナケスは平安時代の日本にも伝わっていることが文献に見える。入唐した真如親王は滞在していた長安の西明寺近くの西市でアキナケスと思われる「巴子（ペルシャ）国の剣」を入手し、帰国する宗叡に託して、藤原良相に贈った。良相は相応和尚に娘藤原多美子の加持による病気平復のお礼として寄進した。その後の伝来は知られていないが、平安末には鳥羽離宮の北側に属し鳥羽上皇が建てた勝光明院の宝蔵（鳥羽宝蔵）に「波斯国剣」があった記録があり、同一のものである可能性が高い。

## ギャラリー

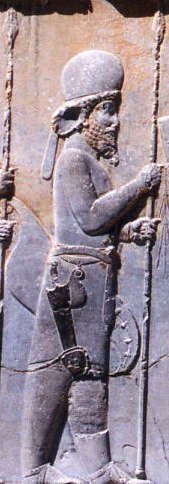
大王の衛兵。腰にアキナケスを着けている。ペルセポリスのレリーフから。
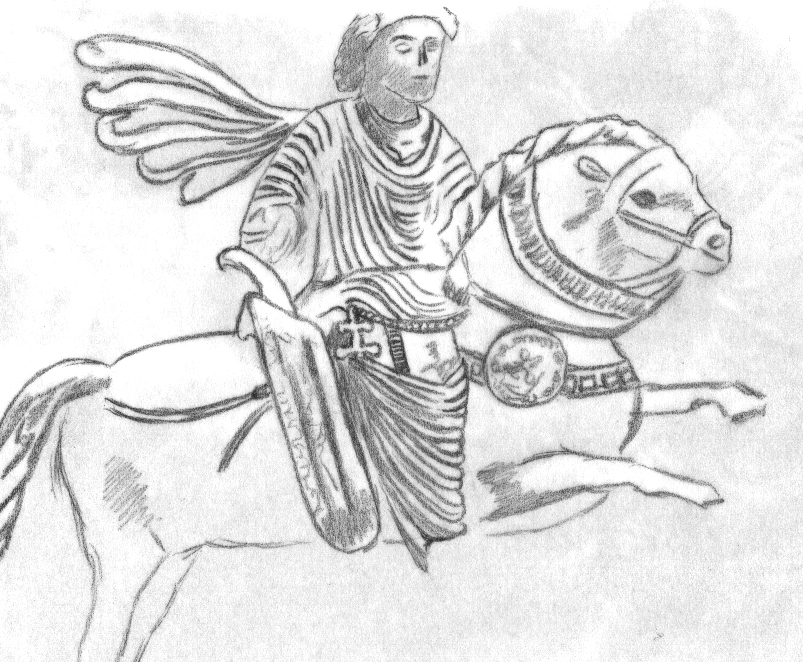
ラクダのキャラバンを護送するパルティアの騎兵。大きなチャップス、装飾的なズボン、右側にはアキナケスを着用している。パルミラのレリーフから。
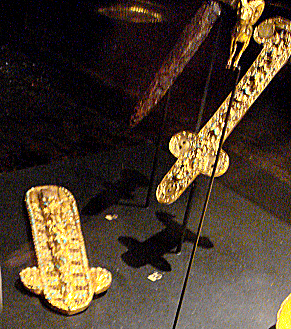
金のアキナケス。ティリヤ・テペ遺跡、紀元1世紀。
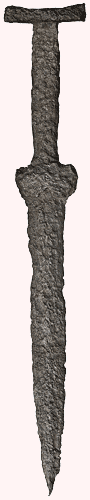
スキタイのアキナケス。